# 황금쌀

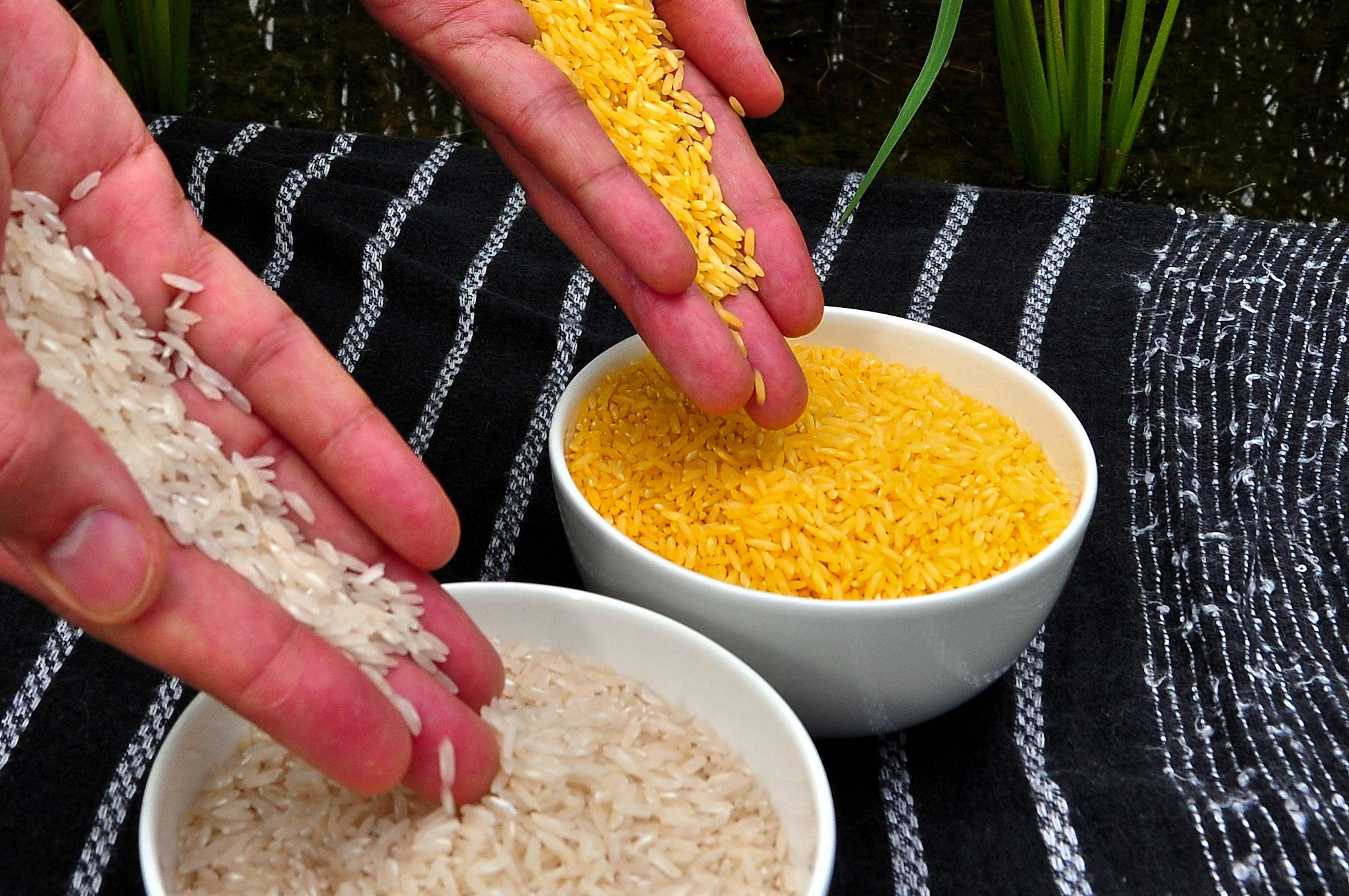
황금쌀(오른쪽). 백미(왼쪽)와의 비교.

황금쌀은 유전 공학을 이용해 쌀의 먹을 수 있는 부분에서 비타민 A의 전조 물질 베타 카로틴을 생합성할 수 있도록 만든 쌀이다 . 이것은 식단에서 비타민 A가 부족한 지역에서 소비될 수 있도록 생산된 식품이고 비타민 A의 부족은 매년 5세 이하의 아이들 67만 명을 죽이는 것으로 추정되고 있다.
황금쌀은 세 개의 베타카로틴의 생합성 유전자의 추가로 인해 이것의 부모의 세대부터 다르다. 벼는 베타카로틴을 광합성을 포함하고 있는 잎으로부터 자연적으로 생산할 수 있다. 그러나 식물은 일반적으로 배젖의 안료를 생산하지는 않는다.
2005년에 황금쌀2의 생산이 발표되었고 이 전의 품종보다 23배다 더 많은 베타카로틴을 생산하는 것이다. 미국 농무부의 일일 권장 허용량을 받기 위해서 이것은 144g의 생산된 쌀이 섭취되어야 한다고 측정된다. 황금쌀에 있는 카로틴의 생물학적 가용능은 인간의 비타민 A의 효과적인 원료가 된다고 밝혀졌다.
비록 이 황금쌀이 인도주의적인 도구로 발전되어 왔지만 이것은 환경과 반세계화 활동자들의 막대한 반대에 직면하였다. 하루에 필요한 비타민 A를 이 쌀을 통해 섭취하려면 엄청난 양을 먹어야 하므로 황금쌀이 비타민A 결핍을 해소한다는 것을 수사에 가깝다. 이에 관한 연구는 황금쌀이 인간의 건강에 아무 위험도 제기하지 않고 그리고 다양한 분야의 시험들도 실험자들에게서 어떠한 부작용도 찾을 수 없었다.
황금쌀은 미국 특허청이 주는 상인 2015년 인류를 위한 7개의 특허 중 하나였다.
피터 브램리는 1990년대에 하나의 피토엔 불포화 유전자가 리코펜을 유전자 조작 토마토의 피토엔에서 생산하는데 이용될 수 있다는 것을 발견했다. 리코펜은 그리고 나서 황금쌀 안에 존재하는 내생의 시클라이제로 인해 베타카로틴으로 환화된다.
쌀에 대한 과학적인 세부사항들은 2000년에 사이언스 잡지에 처음 출판되었다. 그리고 이 연구내용은 스위스 취리히연방공과대학의 잉고 포트리쿠스와 프라이부르크 대학교의 피터에 의해 18년 동안 진행된 프로젝트이다. 그 출판 당시에는 연구자들이 생합성의 길을 만들었기 때문에 황금쌀은 생명과학의 중요한 돌파구로 여겨졌다.

## 같이 보기
- 노란밥